# Čekalin
Čekalin (rusky Чекалин) je město v Tulské oblasti v Ruské federaci. Při sčítání lidu v roce 2010 měl jen bezmála tisíc obyvatel a byl tak nejméně lidnatým městem Ruské federace. 

## Poloha
Čekalin leží na levém, západním břehu Oky. V rámci Tulské oblasti leží u její severozápadní hranice v přímém sousedství s Kalužskou oblastí.
Od Tuly, správního střediska oblasti, je Čekalin vzdálen přibližně sto kilometrů západně. Od Suvorova, správního střediska Suvorovského rajónu, do kterého patří, je Čekalin vzdálen přibližně šestnáct kilometrů západně.

## Dějiny
Město bylo založeno v roce 1565 pod jménem Lichvin (Лихвин).
Za druhé světové války bylo město od 22. října do 27. prosince obsazeno německou armádou. V roce 1944 bylo přejmenováno k poctě partyzána Alexandra Pavloviče Čekalina.